# 350. pr. n. št.
350. pr. n. št. je peto desetletje v 4. stoletju pr. n. št. med letoma 359 pr. n. št. in 350 pr. n. št.. 